# Leucauge ruwenzorensis
Leucauge ruwenzorensis är en spindelart som beskrevs av Embrik Strand 1913. Leucauge ruwenzorensis ingår i släktet Leucauge och familjen käkspindlar. Inga underarter finns listade i Catalogue of Life.